# Panty & Stocking with Garterbelt
Panty & Stocking with Garterbelt (パンティ＆ストッキングwithガーターベルト Panti ando Sutokkingu wizu Gātāberuto?) es una serie anime de acción y comedia producida por Gainax. Inició su transmisión el 1 de octubre de 2010 en BS NTV (un servicio satelital libre de Nippon Television) y con transmisión simultánea en Crunchyroll. A mediados de abril del 2011 Funimation adquirió los derechos de trasmisión, lanzamiento doméstico y derechos digitales de la serie y saliendo en formato DVD durante el 2012.
Los derechos de la serie volvieron más tarde a Studio Trigger, quienes anunciaron una continuación que se estrenó el 9 de julio de 2025.

## Argumento
Panty y Stocking, las hermanas Anarchy, son ángeles quienes fueron expulsadas del cielo debido a su mal comportamiento. Son mandadas a Daten City (una palabra compuesta del japonés datenshi (堕天使, lit. ángel caído), un lugar localizado en algún lugar entre el Cielo y el Infierno. Monstruos extraños llamados "Fantasmas" empiezan a aterrorizar el lugar, pero bajo el ojo vigilante del reverendo Garterbelt, les toca a Panty y Stocking destruir a esos Fantasmas, y al hacerlo reciben Heavens (monedas del Cielo), que les permitirán regresar al cielo cuando tengan suficientes.

## Personajes

### Protagonistas
Panty (パンティ Panti?)
 Seiyū: Arisa Ogasawara
Doblaje (Hispanoamérica): Jessica Ángeles (segunda serie)
La lujuriosa hermana mayor de las Anarchy, es una sexy "celebridad rubia" que siempre está buscando a hombres guapos para tener sexo con ellos, sin embargo, debido a sus bajos estándares y a sus impulsos al final del acto sexual, siempre se siente insatisfecha. Ella, al contrario que Stocking, no toma muy en serio sus deberes de cazar fantasmas; más que nada prefiere seguir con su meta de acostarse con mil hombres antes de regresar al cielo. Es muy malhablada y agresiva, detesta la comida dulce (aunque le encanta la picante) y siempre intenta vivir como una celebridad, especialmente cuando sabe que así puede atraer a hombres guapos. Tiene la habilidad de transformar la ropa interior  en armas de fuego. Pero mayoritariamente usa sus bragas, transformándolas en una pistola semiautomática llamada "Backlace" (バックレース, Bakkurēsu). Además, como puede transformar la ropa interior de otro en armas, suele pedirle a su hermana sus bragas, para así tener dos. También puede combinarlas en una forma más avanzada, como una ametralladora o un fusil de francotirador. También puede usar la ropa interior de los hombres de la misma manera, sin embargo se transforman en una pistola relativa al tamaño y forma del pene del dueño. 
Stocking (ストッキング Sutokkingu?)
 Seiyū: Mariya Ise
Doblaje (Hispanoamérica): Jocelyn Robles (segunda serie)
La menor de las hermanas Anarchy, es una gothic lolita de cabello oscuro con un apetito voraz por los postres dulces que según ella no la hacen engordar porque es inmune a la gordura. Aun así, sus pechos son más grandes debido a la cantidad de grasas que consume, incluso mucho más grandes que los de su hermana mayor (lo que provoca ciertos celos de parte de esta). Es más prudente e inteligente que su hermana, sin embargo, también se vuelve una malhablada cuando Panty la provoca. Ella (al contrario que su hermana) no está interesada en el sexo, sin embargo en algunos capítulos ha mostrado ciertas tendencias masoquistas, como el bondage y la electrocución. Sus medias se transforman en un par de katanas, "Stripes I & II" (ストライプI&II, Sutoraipu I & II). Casi siempre se la ve llevando con ella un gato de peluche de nombre Honekoneko(ホネコネコ?, lit. "Gatito de huesos"), cuyas expresiones cambian de acuerdo al humor de Stocking.
Garterbelt (ガーターベルト Gātāberuto?)
 Seiyū: Kōji Ishii
Doblaje (Hispanoamérica): Eduardo Fonseca (segunda serie)
El reverendo de Daten City y mentor de las hermanas Anarchy. Garter (como ellas le llaman) es un hombre alto de color negro con una gran melena afro (la cual incluso ganó el concurso al afro del año). Él le da a Panty y a Stocking las misiones que deben de realizar y siempre se queda perplejo ante la actitud y el comportamiendo de las hermanas acerca de realizar la tarea que les fue asignadas antes de regresar al Cielo. Garterbelt es homosexual y ha demostrado cierto gusto por los menores de edad (principalmente a Brief, a quien en contadas ocasiones lo ha acosado). Además, se sabe que practica el bondage al igual que su enemigo acérrimo, el malvado Corset. Cabe destacar que en la narración del capítulo "Un día en Garterbelt" se da a entender que Garterbelt es inmortal y conforme avanza el capítulo, este menciona que en su vida anterior como gánster, al ir ascendiendo y ganar poder obtuvo dinero y mujeres, pero como nada de eso parecía satisfacerle fue cambiando de inclinación sexual durante los siglos que pasó en la Tierra. Su "reencarnación" y la posterior misión encargada por Dios pudo tener algo que ver también en cuanto a lo de hacerse homosexual y el tener ciertas tendencias sadomasoquistas.
Chuck (チャック Chakku?)
 Seiyū: Takashi Nakamura
Es la mascota de Panty y Stocking, cuyo aspecto recuerda al de un perro verde y cuyas cremalleras forman sus orejas y cola. Es sometido a varios maltratos durante toda la serie, pero se recupera exageradamente rápido. Normalmente lo utilizan como el buzón de correos del cielo, haciendo que le caiga un rayo para que de él aparezca un papel con una pista sobre de que tratará la siguiente misión. Solo es capaz de decir su propio nombre. También es capaz de conducir el vehículo de las hermanas Anarchy, un Hummer H1 rosa sin techo llamado See-Through (シースルー, Shī Surū). Su cerebro lo controla un pequeño demonio rojo vestido con un esmoquin negro que puede salir de Chuck usando las cremalleras de su cabeza. Si invierte su cuerpo de adentro hacia fuera usando las cremalleras, Chuck es capaz de transformarse en un colosal toro del infierno (Hellhound). Además, es capaz de transformarse en una cremallera gigante que puede cerrar la Entrada al Infierno. Tiene un parecido sorprendente a GIR, un personaje de la serie Invasor Zim.
Brief (ブリーフ Burīfu?)
 Seiyū: Hiroyuki Yoshino
Doblaje (Hispanoamérica): Miguel Ángel Ruiz (segunda serie)
Es el hijo del dueño de Rock Foundation, una gran corporación de Daten City. Su verdadero nombre es Briefers Rock (ブリーファス・ロック, Burīfasu Rokku). Panty y Stocking suelen llamarle el "Chico friki" debido a su interés por lo sobrenatural y la ciencia ficción. Es un autoproclamado cazador de fantasmas y siempre carga a cuestas una especie de mochila capaz de detectar fantasmas y de lanzarles una pantalla de humo. Además de ser la voz de la razón cuando las hermanas Anarchy trabajan, Brief suele ser el cabeza de turco para los gags de la serie, ya que siempre termina noqueado y sujeto a ciertos tipos de abusos por parte de las hermanas Anarchy (incluso siempre que Scanty y Kneesocks aparecen, la enorme alfombra roja que da paso a su entrada siempre le abofetea). Por otra parte, también sufre un cierto acoso por parte de Garterbelt (desde haberle pedido que intercambiaran sus números de teléfono hasta cuando Garterbelt le practica un aborto para sacar a las hermanas Anarchy del cuerpo de Brief). Su primera aparición fue cuando un buscapleitos lanzó a Brief a un cubo de basura. Cuando Panty usa la ropa interior de Brief, esta se transforma en una poderosa escopeta (aunque está limitada a dos disparos, ya que Panty especula que Brief podría no ser un ser humano normal). Su pelo naranja le tapa constantemente sus ojos, sin embargo esto no parece impedirle ver lo que le rodea. Además, cuando se aparta el pelo de la cara, su personalidad cambia radicalmente, haciéndolo más calmado, valiente y encantador (sobre todo cuando se enfrentó a las hermanas demonio). Él está enamorado de Panty y es muy impaciente en cuanto a sus avances.

## Media

### Anime
La serie de televisión fue animada por Gainax y dirigida por Hiroyuki Imaishi. La animación de la serie se realiza en un estilo distinto que se asemeja y rinde homenaje a los dibujos animados estadounidenses, junto con las técnicas de Yoshinori Kanada normalmente asociadas con el trabajo de Hiroyuki Imaishi. La serie tiene muchos temas sexuales en cada episodio. El tema del anime son "bromas vulgares e indecentes", y Imaishi dice: "Si vamos a hacer esto, lo intentaremos a fondo".
La serie se transmitió del 1 de octubre al 24 de diciembre de 2010 en BS Nittele, un servicio satelital gratuito de Nippon Television. También se mostró en AT-X siete días después del estreno de cada episodio y estuvo disponible en línea en Nico Nico Channel (un servicio de Niconico) a través del canal propio de la serie un día después de la transmisión de AT-X. En la televisión terrestre, se distribuyó en ocho mercados, incluidos algunos miembros de JAITS como Tokyo MX y TVQ, una filial de TXN en Kyushu. A nivel internacional, la serie estuvo disponible en línea en Crunchyroll.
La serie se lanzó en seis volúmenes de DVD y Blu-ray respectivamente en el transcurso de seis meses, y el primer volumen de DVD/Blu-ray se lanzó el 24 de diciembre de 2010, seguido de volúmenes sucesivos cerca del final de cada mes siguiente. . El quinto volumen, lanzado el 28 de abril de 2011, incluye un episodio exclusivo del disco (OVA) que recopila ocho historias cortas, algunas de las cuales son secuelas/conclusiones de episodios anteriores de la serie.
El 14 de abril de 2011, el distribuidor de anime norteamericano Funimation Entertainment anunció su licencia para la serie, que fue lanzada en DVD el 10 de julio de 2012. El Blu-ray se lanzó el 15 de enero de 2013.
Trigger anunció un nuevo proyecto de anime basado en la serie en Anime Expo 2022. En Anime Expo 2023, se anunció que Trigger había adquirido los derechos de la propiedad intelectual Panty & Stocking de Gainax, quien compartió un video de anuncio para el proyecto. Hiroyuki Imaishi regresa como director de la serie, junto con Hiromi Wakabayashi como guionista y Atsushi Nishigori como diseñador de personajes. La serie se estrenará con censura el 9 de julio de 2025 en Tokyo MX y otros canales, mientras que la versión sin censura estará disponible para streaming al día siguiente en Amazon Prime Video y el 15 de julio en la cadena satelital AT-X.